# Jacky Bade
Jack Bade, plus connu sous le nom de Jacky Bade (né le 2 novembre 1945 à Capesterre-de-Marie-Galante en Guadeloupe), est un joueur de football français (international guadeloupéen) qui évoluait au poste de défenseur.

## Biographie

### Carrière en club
Jack Bade évolue au niveau professionnel avec les clubs du Toulouse FC et du Paris Saint-Germain.
Il joue deux matchs en Division 1 avec le TFC. Avec le PSG, il dispute 26 matchs en Division 1, et 25 en Division 2.
Il dispute les quarts de finale de la Coupe de France en 1974 et 1975 avec le PSG.